# 琵琶湖若狭湾快速鉄道
琵琶湖若狭湾快速鉄道（びわこわかさわんかいそくてつどう）は、滋賀県高島市今津町と福井県三方上中郡若狭町上中を結ぶ計画の鉄道路線。積極的に計画を進めている沿線自治体などにより、若狭リゾートラインの愛称が与えられていたが、現在は計画中止となっている。

## 概要
滋賀県湖西（旧近江国）の近江今津駅と福井県嶺南（旧若狭国）の上中駅に至る約20kmを鉄道で結ぶもので、この計画は1904年（明治37年）頃より存在した。1920年（大正9年）にはその名の通りの江若鉄道が設立されたが、多額の費用がかかる点や、太平洋戦争が勃発したことなどにより頓挫し、江若鉄道が日本国有鉄道（国鉄）の湖西線に代替され、鉄道計画も国鉄に引き継がれたが、国鉄分割民営化などもあり、今日まで実現を果たしていない。最近では1994年（平成6年）に「若狭リゾートライン」として計画が持ち上がった。しかし、2017年までに北陸新幹線の敦賀 - 新大阪間のルートが小浜・京都ルートに決定したことで、存在意義を失い、事業は中止された。
福井県では「嶺南地域鉄道整備」として1996年（平成8年）に基本的な考えをまとめ、小浜線の電化、湖西線・北陸本線の直流区間の拡大、近江今津 - 上中間の新線建設（琵琶湖若狭湾快速鉄道）の3つの整備に取り組んできた。このうち、小浜線の電化については2003年（平成15年）3月に、湖西線・北陸本線の直流区間の拡大については2006年（平成18年）10月に事業が完了している。
整備の事業費は概算で約424億円。

## 効果
計画では現在、敦賀駅経由で湖西線の特急「サンダーバード」を利用しても1時間50分、東舞鶴駅経由で走る直通特急「まいづる」では2時間30分も要する小浜駅 - 京都駅間が、新線経由なら約55分で結ばれ、都市圏へのアクセスが飛躍的に向上する点などから企業誘致など産業面での期待が大きいと見込まれている。

## 問題点
この区間を結ぶ交通機関として、西日本ジェイアールバスが若江線として路線バスを運行している。
黒字路線であったが、現在は沿線の過疎化が進み、乗客の減少で減便されるなどしており、莫大な費用を要する鉄道路線を敷設するほどの需要が期待できるのかと懐疑的な声も聞かれ、滋賀県は極めて消極的であった。
一方で、2006年9月1日には、嶺南・滋賀県北部などの22万6000人分の署名が福井県に提出され、福井県庁には課が設置されるなど活発な活動が行われていた。
その後、北陸新幹線の敦賀 - 新大阪間のルートが2016年に小浜から南下し京都を経由する「小浜・京都ルート」に決定したことで、同区間が開通すれば、小浜 - 京都間は新幹線で19分ほどでつながり、琵琶湖若狭湾快速鉄道の重要性が薄れる恐れがあったため、最終的に嶺南広域行政組合が建設促進運動の中止を決定したことで、計画は中止となった。要望看板も撤去された。

## 計画されていた輸送形態
小浜市などの構想では、線内運転の普通列車が1日14往復、快速が大阪駅・京都駅 - 東舞鶴駅・敦賀駅間で1日4往復、特急が大阪駅・京都駅 - 東舞鶴駅・敦賀駅間で1日4往復の計22往復を想定していた。

## 予定駅一覧
近江今津駅 (0.0) - 日置前駅 (5.1) - 角川駅 (9.6) - 熊川駅 (15.1) - 上中駅 (19.7)
- ( )内は近江今津駅からキロ程。中間駅の駅名と、キロ程はいずれも計画段階のもの。

## 沿革
- 1904年（明治37年）：鉄道計画が立案される[要出典]。
- 1922年（大正11年）：改正鉄道敷設法により、三宅駅（上中駅）- 近江今津駅間が予定線となる[10]。
- 1969年（昭和44年）：江若鉄道が廃止。未成区間は「国鉄若江線」として計画線になる[10]。
- 1984年（昭和59年）：国鉄再建法により「国鉄若江線」計画が中止[10]。
- 1991年（平成3年）：小浜市、上中町などが研究会立ち上げ[10]。
- 1993年（平成5年）：福井・滋賀両県による鉄道需要予測調査を実施[10]。
- 1994年（平成6年）：「琵琶湖若狭湾リゾートライン鉄道建設および小浜線電化促進期成同盟会」が設立[要出典]。
- 2000年（平成12年）11月25日：「琵琶湖若狭湾リゾートライン鉄道建設および小浜線電化促進期成同盟会」が決起集会を実施[11][12]。
- 2002年（平成14年）：小浜市で6月に、旧上中町では11月に「新線実現住民の会」が発足[10]。
- 2006年（平成18年）9月1日：若狭地域および滋賀県北部の開通希望署名22万6,000人分が福井県に提出される[4]。
- 2007年（平成19年）12月1日：「琵琶湖若狭湾快速鉄道建設促進連絡協議会」が設立[13]。
- 2017年（平成29年）2月9日：嶺南広域行政組合が建設促進運動を中止し、計画は中止となる[1]。